# Bruant à front d'or
Ammodramus aurifrons
Espèce
Statut de conservation UICN

 LC  : Préoccupation mineure
Le Bruant à front d'or (Ammodramus aurifrons) est une espèce de passereau appartenant à la famille des Passerellidae.

## Répartition
Cet oiseau est présent au Venezuela, en Colombie, en Équateur, au Pérou, en Bolivie et au Brésil.